# Skjolddrager
Skjolddrager (Scutellaria) er en slægt af planter, der består af omkring 350 arter, hvoraf to findes vildtvoksende i Danmark. 

## Arter
De danske arter i slægten:
- Almindelig skjolddrager (Scutellaria galericulata)
- Spydbladet skjolddrager (Scutellaria hastifolia)